# مغنيتيت

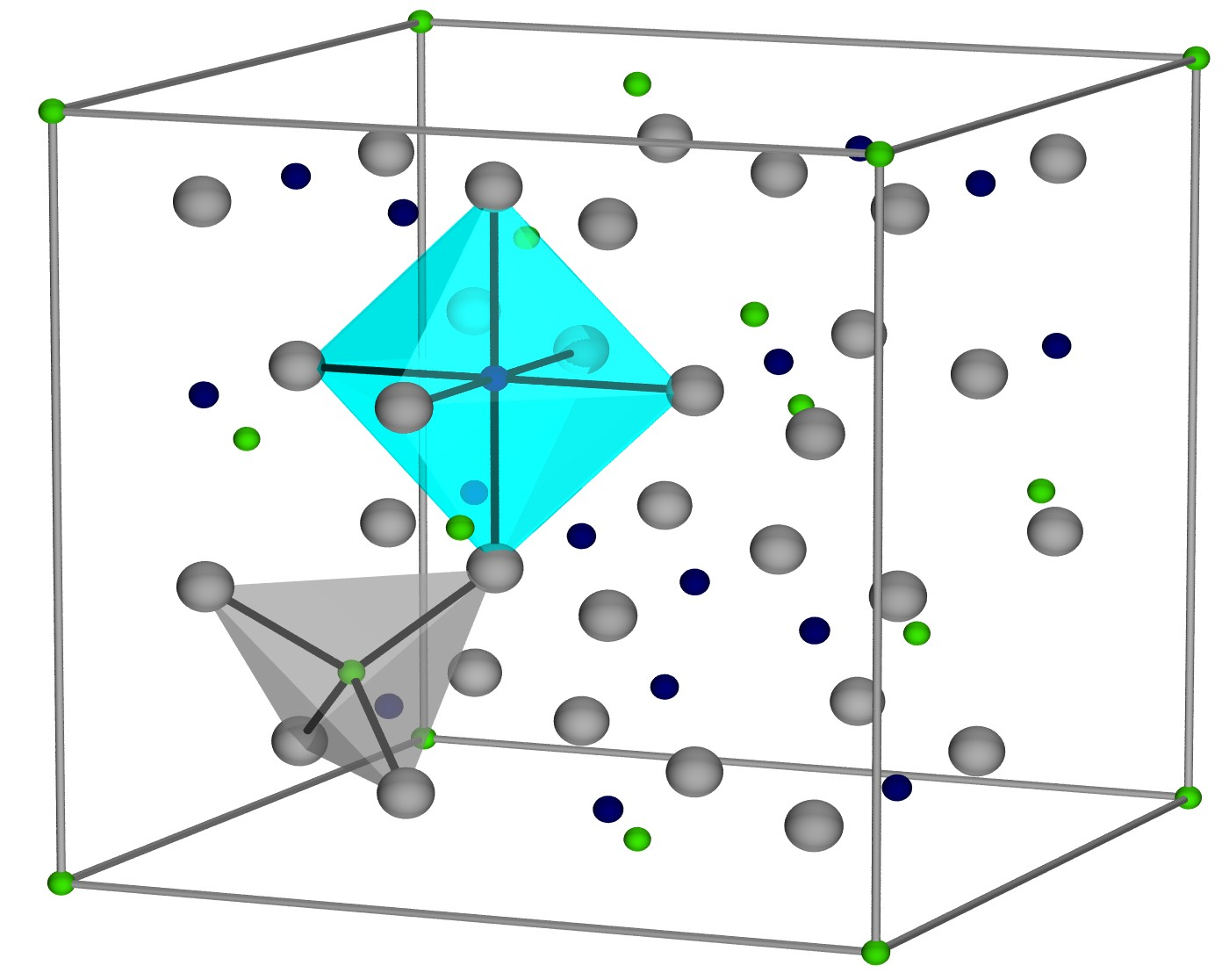
خلية وحدة المغنيتيت. المجالات الرمادية هي الأكسجين، والأخضر عبارة عن حديد ثنائي التكافؤ، والأزرق عبارة عن حديد ثلاثي التكافؤ. يظهر أيضًا ذرة حديد في فضاء ثماني السطوح (أزرق فاتح) وأخرى في فضاء رباعي السطوح (رمادي).

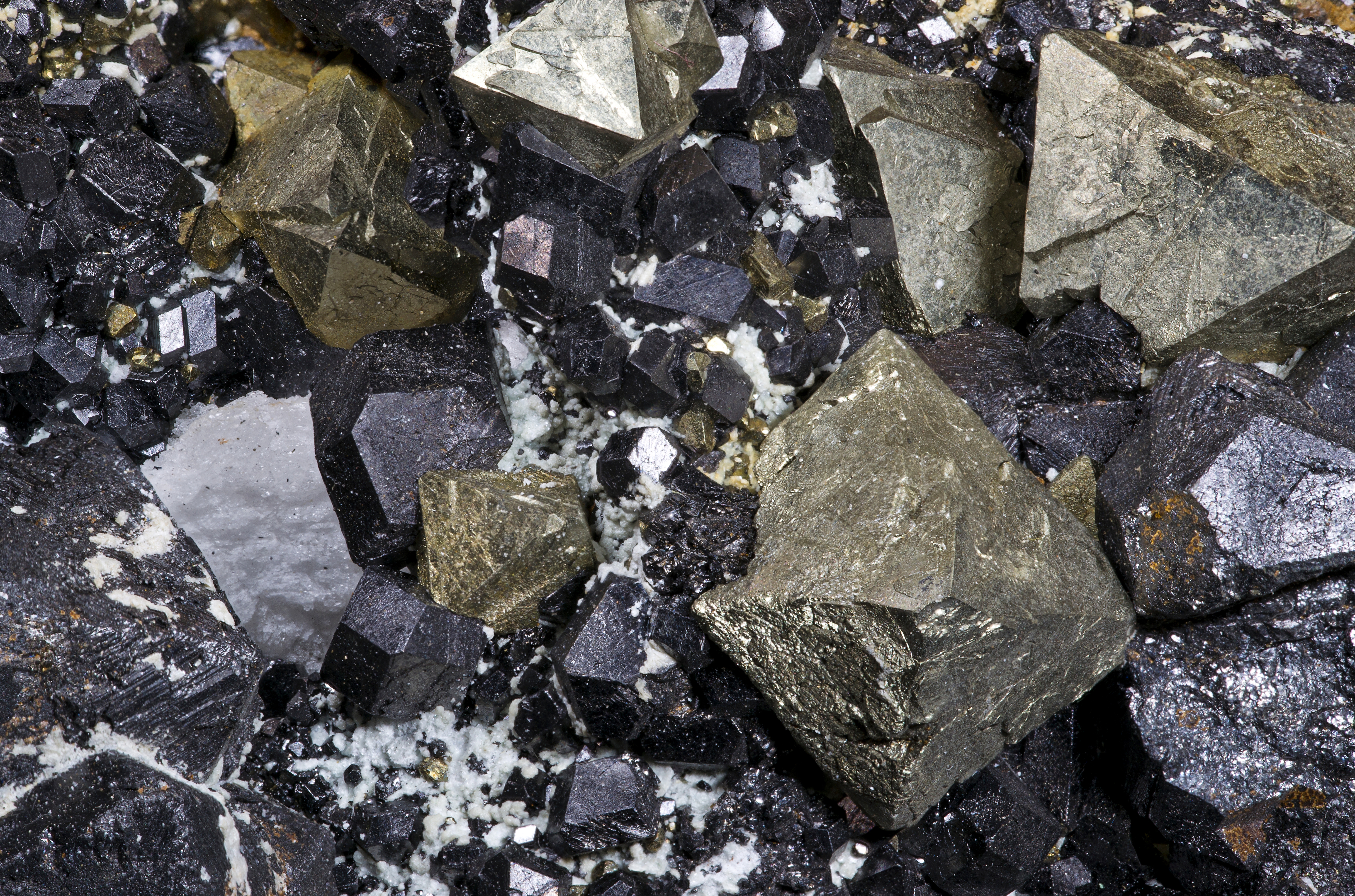
المغنيتيت

المغنيتيت  (التركيب الكيميائي: Fe3O4) هو أحد الخامات التي يستخلص منها الحديد. يستخدم هذا المعدن في صناعة المغناطيسات الدائمة.
يُعد هذا المعدن أحد أكاسيد الحديد، ويتميز بأنه ينجذب بسرعة لمغناطيس، ولهذا يطلق عليه (أكسيد الحديد المغناطيسي)، وهو أسود اللون ولامع وكثافته عالية.
ويكوِّن المغنيتيت بعض الصخور النارية والمتحولة، ويعد إلى جانب الهيماتيت من أهم الخامات التي يستخرج منها الحديد، ويدخل في صناعة الصلب. والمغنيتيت لا ينصهر الا في حرارة عالية، ويذوب ببطء شديد في الأحماض المركزة، وتتبع بلوراته نظام بلوري مكعب وتكون في الغالب على شكل إهرامات صغيرة. وتبدو بلورة المغنيتيت وكأنها تتكون من بلورتين صغيرتين أو عدة بلورات، كلها من طائفة واحدة ومتماثلة ومتوازية، ويطلق على كل منهاسم (توأم). وتوجد الصخور التي تحتوي على المغنيتيت في السويد وإيطاليا والنمسا وروسيا والولايات المتحدة الأمريكية وجنوب أفريقيا.
المغنيتيت  هو معدن صخري وأحد خامات الحديد الرئيسية، مع الصيغة الكيميائية Fe 3 O 4. وهو أحد أكاسيد الحديد وهو مغنطيسي حديدي. إنه ينجذب إلى المغناطيس ويمكن أن يكون ممغنطًا ليصبح مغناطيسًا دائمًا بحد ذاته. إنه الأكثر مغناطيسية بين جميع المعادن التي تحدث بشكل طبيعي على الأرض. سوف تجذب القطع الممغنطة بشكل طبيعي من المغنيتيت ، والتي تسمى حجر المغناطيس، قطعًا صغيرة من الحديد، وهي الطريقة التي اكتشفت بها الشعوب القديمة خاصية المغناطيسية لأول مرة. اليوم يتم استخراجها من خام الحديد.
حبيبات صغيرة من المغنيتيت تحدث تقريبا في جميع النارية والصخور المتحولة. المغنيتيت أسود أو أسود مائل للبني مع بريق معدني، وله صلابة موس من 5-6 ويترك خطًا أسود.

## الخصائص
بالإضافة إلى الصخور النارية، يوجد المغنيتيت أيضًا في الصخور الرسوبية، بما في ذلك تشكيلات الحديد النطاقات وفي رواسب البحيرات والبحار كحبيبات مخلفات وكأحفورات مغناطيسية. يُعتقد أيضًا أن الجسيمات النانوية المغنيتيت تتشكل في التربة، حيث من المحتمل أن تتأكسد بسرعة لتتحول إلى مادة maghemite.

### هيكل بلوري
التركيب الكيميائي للمغنتيت هو Fe 2+ Fe 2 3+ O 4 2−. تم إنشاء التفاصيل الرئيسية لهيكلها في عام 1915. كانت واحدة من أولى الهياكل البلورية التي تم الحصول عليها باستخدام حيود الأشعة السينية. الهيكل هو الإسبنيل العكسي، حيث تشكل أيونات O 2 − شبكة مكعبة مركزية الوجه وكاتيونات حديدية تشغل مواقع بينية. نصف الكاتيونات Fe 3+ تحتل مواقع رباعية السطوح بينما النصف الآخر، إلى جانب Fe 2+ كاتيونات، تحتل مواقع الاوكتاهدرا. تتكون خلية الوحدة من 32 O 2− أيونات وطول خلية الوحدة هو a = 0.839 نانومتر.
يحتوي المغنيتيت على كل من حديد الحديد والحديد، مما يتطلب بيئات تحتوي على مستويات وسيطة من توافر الأكسجين لتكوينها.
يختلف المغنيتيت عن معظم أكاسيد الحديد الأخرى من حيث أنه يحتوي على الحديد ثنائي التكافؤ وثلاثي التكافؤ.
كعضو في مجموعة الإسبنيل، يمكن أن يشكل المغنيتيت محاليل صلبة مع المعادن ذات البنية المماثلة، بما في ذلك أولفوسبينيل (Fe 2 TiO 4 )، هيرسينيت ( FeAl 2 O 4 ) والكروميت (FeCr 2 O 4 ).
Titanomagnetite، المعروف أيضًا باسم Magnetite titaniferous، هو محلول صلب بين المغنيتيت والأولفوسبينيل الذي يتبلور في العديد من الصخور النارية mafic. قد يخضع Titanomagnetite لتحليل الأكسجين أثناء التبريد، مما يؤدي إلى نمو المغنيتيت والإلمنيت.
يحدث المغنيتيت الطبيعي والصناعي بشكل أكثر شيوعًا في شكل بلورات ثماني السطوح تحدها طائرات {111} وكبلورات ثنائية الوجوه. تحدث التوأمة على متن طائرة {111}.
ينتج التوليف الحراري المائي عادة بلورات ثماني السطوح يمكن أن يصل عرضها إلى 10 مم. في وجود مواد معدنية مثل 0.1 M HI أو 2 M NH 4 Cl وعند 0.207 الآلام والكروب الذهنية عند 416-800 درجة مئوية، نما المغنيتيت على شكل بلورات كانت أشكالها عبارة عن مزيج من الأشكال المعينية-dodechahedra. كانت البلورات أكثر تقريبًا من المعتاد. تم اعتبار ظهور الأشكال الأعلى نتيجة لانخفاض طاقات السطح بسبب انخفاض نسبة السطح إلى الحجم في البلورات المستديرة.

### تفاعلات
كان المغنيتيت مهمًا في فهم الظروف التي تتشكل فيها الصخور. يتفاعل المغنيتيت مع الأكسجين لإنتاج الهيماتيت، ويشكل الزوج المعدني حاجزًا يمكنه التحكم في هروب الأكسجين. بشكل عام، تحتوي الصخور النارية على محاليل صلبة لكل من مغنطيسيتي تيتانومنتيت وهيمويلمينيت أو تيتانوماثيت. تُستخدم تركيبات الأزواج المعدنية لحساب مدى تأكسد الصهارة (أي تطاير الأكسجين في الصهارة): توجد مجموعة من الظروف المؤكسدة في الصهارة وتساعد حالة الأكسدة في تحديد كيفية تطور الصهارة عن طريق التبلور الجزئي. كما يتم إنتاج المغنيتيت من البيريدوتيت ودونيت التي كتبها سربنتينيت.

### الخواص المغناطيسية
استخدم حجر اللوديستون كشكل مبكر للبوصلة المغناطيسية. يُعدّ المغنيتيت السمة المميزة للمغناطيسية في الصخور، وبالتالي فهو من أدوات علم الباليومغناطيسية المهم في فهم الصفائح التكتونية، وفي تحديد البيانات التاريخية للهيدروديناميكا المغنطيسية وغيرها من المجالات العلمية.
تمت دراسة العلاقات بين المغنيتيت وخامات أكسيد الحديد الأخرى مثل الإلمنيت والهيماتيت والأولفوسبينيل كثيرًا؛ التفاعلات بين هذه المعادن والأكسجين تؤثر على كيفية ومتى يحتفظ المغنيتيت بسجل للمغناطيسية الأرضية.
في درجات الحرارة المنخفضة، يمر المغنيتيت بمرحلة انتقالية من هيكل بلوري أحادي الميل إلى هيكل مكعب تُعرف تلك العملية بالانتقال الفيروي. تظهر الدراسات البصرية أن هذا الانتقال من الحالة المعدنية إلى الحالة الانعزالية يحدث عند حوالي 120 K. يعتمد الانتقال الفيروي على حجم الحبيبات والحالة السائدة والضغط  ومدى الاتحاد بين الحديد والأكسجين. تكون نقطة الانتقال إلى النظائر أيضًا بالقرب من درجة الانتقال الفيروي أي حوالي عند 130 K، عند هذه النقطة تتغير علامة ثابت التباين المغنطيسي من موجب إلى سلبي. درجة حرارة كوري لالمغنيتيت هي 858 ك (585 °م؛ 1,085 °ف).
إذا كان المغنيتيت بكمية كبيرة بما يكفي، فيمكن العثور عليه في المسوحات المغناطيسية الجوية باستخدام مقياس المغناطيسية الذي يقيس الشدة المغناطيسية.

## توزيع المعادن

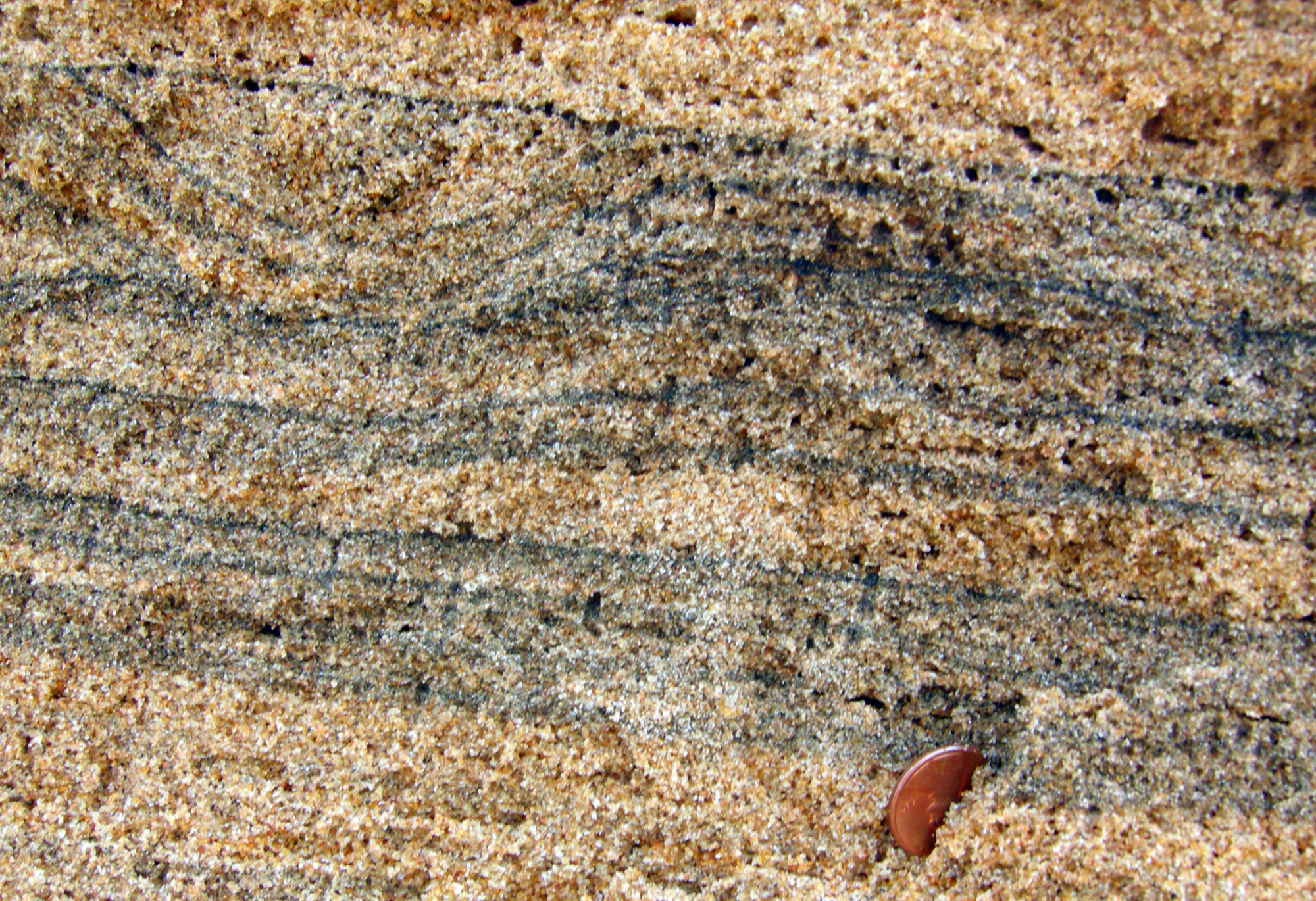
المغنيتيت والمعادن الثقيلة الأخرى (الداكنة) في رمال شاطئ الكوارتز (تشيناي، الهند).

يوجد المغنيتيت أحيانًا بكميات كبيرة في رمال الشاطئ. توجد هذه الرمال السوداء ( الرمال المعدنية أو الرمال الحديدية) في أماكن مختلفة، مثل لونج كو تان من هونغ كونغ؛ كاليفورنيا، الولايات المتحدة؛ والساحل الغربي للجزيرة الشمالية لنيوزيلندا. يتم نقل المغنيتيت ، المتآكل من الصخور، إلى الشاطئ عن طريق الأنهار ويتركز بواسطة حركة الأمواج والتيارات. تم العثور على رواسب ضخمة في تشكيلات الحديد النطاقات. تم استخدام هذه الصخور الرسوبية لاستنتاج التغيرات في محتوى الأكسجين في الغلاف الجوي للأرض.
توجد أيضًا رواسب كبيرة من المغنيتيت في منطقة أتاكاما في تشيلي؛ منطقة فالنتين في أوروغواي ؛ كيرونا، السويد ؛ مناطق بيلبارا والغرب الأوسط وشمال غولد فيلدز في غرب أستراليا ؛ شبه جزيرة آير في جنوب أستراليا ؛ منطقة تالاوانج في نيو ساوث ويلز ؛ وفي منطقة جبال آديرونداك بنيويورك في الولايات المتحدة. كديت إيج جيل، أعلى جبل في موريتانيا، مصنوع بالكامل من المعدن. توجد الودائع أيضًا في النرويج وألمانيا وإيطاليا وسويسرا وجنوب إفريقيا والهند وإندونيسيا والمكسيك وهونغ كونغ وفي أوريغون ونيوجيرسي وبنسلفانيا ونورث كارولينا ووست فرجينيا وفرجينيا ونيو مكسيكو ويوتا وكولورادو في الولايات المتحدة. في عام 2005، اكتشفت شركة مصادر كارديرو للتنقيب عن ترسبات هائلة من الكثبان الرملية الحاملة للمغنتيت في بيرو. يغطي حقل الكثبان الرملية 250 كيلومترًا مربعًا (100 قدم مربع ميل)، مع أعلى الكثبان الرملية بأكثر من 2000 متر (6560 قدم) فوق أرضية الصحراء. يحتوي الرمل على 10٪ مغنتيت.
بكميات كبيرة كافية يمكن أن يؤثر المغنيتيت على التنقل في البوصلة. يوجد في تسمانيا العديد من المناطق ذات الصخور الممغنطة للغاية والتي يمكن أن تؤثر بشكل كبير على البوصلات. مطلوب خطوات إضافية وملاحظات متكررة عند استخدام بوصلة في تسمانيا لتقليل مشاكل التنقل إلى الحد الأدنى.
تم العثور على بلورات المغنيتيت ذات عادة مكعب في مكان واحد فقط: بالمات، مقاطعة سانت لورانس، نيويورك.
يمكن أيضًا العثور على المغنيتيت في الحفريات بسبب التمعدن الحيوي ويشار إليها باسم أحافير المغناطيسية. هناك أيضًا حالات من المغنيتيت مع أصول في الفضاء قادمة من النيازك.

## الأحداث البيولوجية
عادة ما يرتبط وجود بلورات الاحيائية من المغنيتيت ، والتي تحدث على نطاق واسع في الكائنات الحية. تتراوح هذه الكائنات من البكتيريا (على سبيل المثال، ) إلى الحيوانات، بما في ذلك البشر، حيث توجد بلورات المغنيتيت (والمركبات الأخرى الحساسة مغناطيسيًا) في أعضاء مختلفة، اعتمادًا على الأنواع. تفسر المغناطيسية الحيوية تأثيرات المجالات المغناطيسية الضعيفة على الأنظمة البيولوجية. هناك أيضًا أساس كيميائي للحساسية الخلوية للمجالات الكهربائية والمغناطيسية ( الجلفانوتاكسيس ).

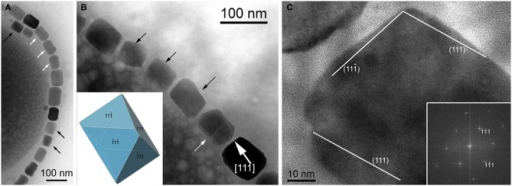
المغنتوسومات المغناطيسية في بكتيريا Gammaproteobacteria

يتم تمعدن جزيئات المغنيتيت النقية في العناصر المغناطيسية، والتي تنتجها عدة أنواع من البكتيريا المغناطيسية. تتكون المغنطيسية من سلاسل طويلة من جسيمات المغنيتيت الموجهة التي تستخدمها البكتيريا للملاحة. بعد موت هذه البكتيريا، يمكن حفظ جزيئات المغنيتيت في المغنطيسومات في الرواسب كأحافير مغناطيسية. يمكن لبعض أنواع البكتيريا اللاهوائية غير المغناطيسية أيضًا أن تخلق المغنيتيت في الرواسب الخالية من الأكسجين عن طريق تقليل أكسيد الحديديك غير المتبلور إلى المغنيتيت .
من المعروف أن أنواعًا عديدة من الطيور تدمج بلورات المغنيتيت في المنقار العلوي للاستقبال المغناطيسي،  والتي (بالاقتران مع الكريبتوكروميس في شبكية العين ) تمنحها القدرة على الإحساس بالاتجاه والقطبية وحجم المجال المغناطيسي المحيط.
الكيتونات، وهي نوع من الرخويات، لها بنية تشبه اللسان تُعرف باسم الرادولا، مغطاة بأسنان مغطاة بالمغنيتيت أو أسنان. تساعد صلابة المغنيتيت في تكسير الطعام، وقد تساعد خصائصه المغناطيسية أيضًا في التنقل.  قد يخزن المغنيتيت البيولوجي معلومات حول المجالات المغناطيسية التي تعرض لها الكائن الحي، مما يسمح للعلماء بالتعرف على هجرة الكائن الحي أو حول التغيرات في المجال المغناطيسي للأرض بمرور الوقت.

### العقل البشري
يمكن أن تنتج الكائنات الحية المغنيتيت . في البشر، يمكن العثور على المغنيتيت في أجزاء مختلفة من الدماغ بما في ذلك الفص الجبهي والجداري والقذالي والصدغي وجذع الدماغ والمخيخ والعقد القاعدية. يمكن العثور على الحديد في ثلاثة أشكال في الدماغ - المغنيتيت والهيموجلوبين (الدم) والفيريتين (البروتين)، وتحتوي مناطق الدماغ المرتبطة بالوظيفة الحركية عمومًا على المزيد من الحديد. يمكن العثور على المغنيتيت في قرن آمون. يرتبط الحُصين بمعالجة المعلومات، وبالتحديد التعلم والذاكرة. ومع ذلك، يمكن أن يكون للمغنتيت تأثيرات سامة بسبب شحنتها أو طبيعتها المغناطيسية وتورطها في الإجهاد التأكسدي أو إنتاج الجذور الحرة. تشير الأبحاث إلى أن لويحات بيتا أميلويد وبروتينات تاو المرتبطة بمرض التنكس العصبي تحدث بشكل متكرر بعد الإجهاد التأكسدي وتراكم الحديد.
يقترح بعض الباحثين أيضًا أن البشر يمتلكون حاسة مغناطيسية،  يقترحون أن هذا قد يسمح لبعض الأشخاص باستخدام الاستقبال المغناطيسي للملاحة. لا يزال دور المغنيتيت في الدماغ غير مفهوم جيدًا، وكان هناك تأخر عام في تطبيق تقنيات أكثر حداثة ومتعددة التخصصات لدراسة المغناطيسية الحيوية.
يمكن للمسح بالمجهر الإلكتروني لعينات أنسجة المخ البشري التفريق بين المغنيتيت الذي تنتجه خلايا الجسم والمغنيتيت الممتص من التلوث الجوي، والأشكال الطبيعية خشنة وبلورية، بينما يحدث تلوث المغنيتيت كجسيمات نانوية مستديرة. يُحتمل أن يكون المغنيتيت خطرًا على صحة الإنسان، وهو نتيجة للتلوث (على وجه التحديد الاحتراق). يمكن لهذه الجسيمات النانوية أن تنتقل إلى الدماغ عبر العصب الشمي، مما يزيد من تركيز المغنيتيت في الدماغ. في بعض عينات الدماغ، يفوق تلوث الجسيمات النانوية عدد الجسيمات الطبيعية بنسبة تصل إلى 100: 1، وقد ترتبط جزيئات المغنيتيت المنقولة بالتلوث بالتدهور العصبي غير الطبيعي. في إحدى الدراسات، تم العثور على الجسيمات النانوية المميزة في أدمغة 37 شخصًا: 29 منهم، تتراوح أعمارهم بين 3 و85 عامًا، عاشوا وماتوا في مكسيكو سيتي، وهي نقطة ساخنة لتلوث الهواء. ثمانية آخرون تتراوح أعمارهم بين 62 و92 قدموا من مانشستر، وتوفي البعض بدرجات متفاوتة من أمراض التنكس العصبي. وفقًا للباحثين بقيادة البروفيسور باربرا ماهر في جامعة لانكستر ونشروا في وقائع الأكاديمية الوطنية للعلوم، يمكن تصور أن مثل هذه الجسيمات يمكن أن تسهم في أمراض مثل مرض الزهايمر. على الرغم من عدم وجود رابط سببي، تشير الدراسات المعملية إلى أن أكاسيد الحديد مثل المغنيتيت هي أحد مكونات لويحات البروتين في الدماغ، المرتبطة بمرض الزهايمر.
تم العثور على زيادة مستويات الحديد، وخاصة الحديد المغناطيسي، في أجزاء من الدماغ في مرضى الزهايمر. قد تجعل مراقبة التغيرات في تركيزات الحديد من الممكن الكشف عن فقدان الخلايا العصبية وتطور الأمراض العصبية التنكسية قبل ظهور الأعراض  بسبب العلاقة بين المغنيتيت والفيريتين. في الأنسجة، يمكن أن ينتج المغنيتيت والفيريتين مجالات مغناطيسية صغيرة تتفاعل مع التصوير بالرنين المغناطيسي (MRI) مما يؤدي إلى التباين. لم يظهر مرضى هنتنغتون زيادة في مستويات المغنيتيت . ومع ذلك، تم العثور على مستويات عالية في دراسة الفئران.

## التطبيقات
نظرًا لمحتواه العالي من الحديد، لطالما كان المغنيتيت من أهم خام الحديد. يتم اختزاله في أفران الصهر إلى حديد صب أو حديد إسفنجي لتحويله إلى صلب.

### التسجيل المغناطيسي
تم تطوير التسجيل الصوتي باستخدام شريط الأسيتات المغناطيسي في الثلاثينيات. استخدم المغنطوفون الألماني مسحوق المغنيتيت كوسيط تسجيل. بعد الحرب العالمية الثانية، واصلت شركة 3M العمل على التصميم الألماني. في عام 1946، وجد باحثو 3M أنه يمكنهم تحسين الشريط الذي يعتمد على المغنيتيت ، والذي يستخدم مساحيق من البلورات المكعبة، عن طريق استبدال المغنيتيت بجزيئات على شكل إبرة من أكسيد جاما الحديديك (γ-Fe 2 O 3 ).

### الحفز
يتم تخصيص ما يقرب من 2-3٪ من ميزانية الطاقة العالمية لعملية هابر لتثبيت النيتروجين، والتي تعتمد على المحفزات المشتقة من المغنيتيت . يتم الحصول على المحفز الصناعي من مسحوق الحديد المطحون ناعماً، والذي يتم الحصول عليه عادةً عن طريق تقليل المغنيتيت عالي النقاء. يتم حرق (أكسدة) معدن الحديد المسحوق لإعطاء المغنيتيت أو wüstite بحجم جسيم محدد. يتم بعد ذلك تقليل جزيئات المغنيتيت (أو wüstite) جزئيًا، وإزالة بعض الأكسجين في هذه العملية. تتكون جزيئات المحفز الناتجة من لب من المغنيتيت ، مغلف بقشرة من wüstite، والتي بدورها محاطة بقشرة خارجية من معدن الحديد. يحافظ المحفز على معظم حجمه الكتلي أثناء الاختزال، مما ينتج عنه مادة عالية المسامية ذات مساحة سطح عالية، مما يعزز فعاليتها كمحفز.

### جزيئات المغنيتيت النانوية
تُستخدم جسيمات المغنيتيت الدقيقة والنانوية في مجموعة متنوعة من التطبيقات، من الطبية الحيوية إلى البيئية. أحد الاستخدامات هو تنقية المياه: في الفصل المغناطيسي عالي التدرج، سوف ترتبط الجسيمات النانوية المغنيتيت التي يتم إدخالها في المياه الملوثة بالجسيمات العالقة (المواد الصلبة أو البكتيريا أو العوالق، على سبيل المثال) وتستقر في قاع السائل، مما يسمح للملوثات بأن تكون إزالة جزيئات المغنيتيت وإعادة تدويرها وإعادة استخدامها. تعمل هذه الطريقة أيضًا مع الجسيمات المشعة والمسرطنة، مما يجعلها أداة تنظيف مهمة في حالة إدخال المعادن الثقيلة في أنظمة المياه. يمكن أن تدخل هذه المعادن الثقيلة مستجمعات المياه بسبب مجموعة متنوعة من العمليات الصناعية التي تنتجها، والتي يتم استخدامها في جميع أنحاء البلاد. تعد القدرة على إزالة الملوثات من مياه الشرب المحتملة من التطبيقات المهمة، حيث إنها تقلل بشكل كبير من المخاطر الصحية المرتبطة بشرب المياه الملوثة.
هناك تطبيق آخر للجسيمات النانوية المغناطيسية في تكوين السوائل الممغنطة. يتم استخدامها بعدة طرق، بالإضافة إلى كونها ممتعة للعب بها. يمكن استخدام السوائل الممغنطة لتوصيل الأدوية إلى جسم الإنسان. يسمح مغنطة الجسيمات المرتبطة بجزيئات الدواء «بالسحب المغناطيسي» للمحلول إلى المنطقة المرغوبة من الجسم. سيسمح هذا بعلاج مساحة صغيرة فقط من الجسم، بدلاً من الجسم ككل، ويمكن أن يكون مفيدًا للغاية في علاج السرطان، من بين أمور أخرى. تُستخدم الموائع الحديدية أيضًا في تقنية التصوير بالرنين المغناطيسي (MRI).

### صناعة تعدين الفحم
لفصل الفحم عن النفايات، تم استخدام حمامات متوسطة كثيفة. استخدمت هذه التقنية الفرق في الكثافات بين الفحم (1.3-1.4 طن لكل متر مكعب) والصخر الزيتي (2.2-2.4 طن لكل متر مكعب). في وسط ذي كثافة متوسطة (ماء مع المغنيتيت )، غرقت الحجارة وعوم الفحم.

## معرض العينات المعدنية المغنيتيت

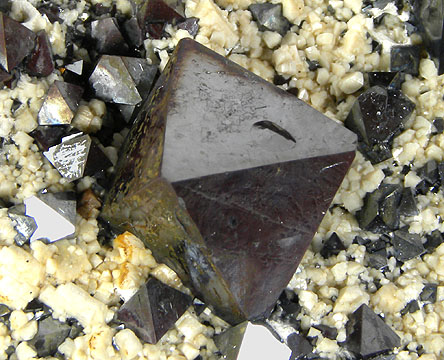
بلورات ثماني السطوح من المغنيتيت تصل إلى 1.8 سم عرضًا، على بلورات الفلسبار ذات اللون الكريمي، الموقع المحلي: سيرو هواناكوينو، مقاطعة بوتوسي، بوليفيا
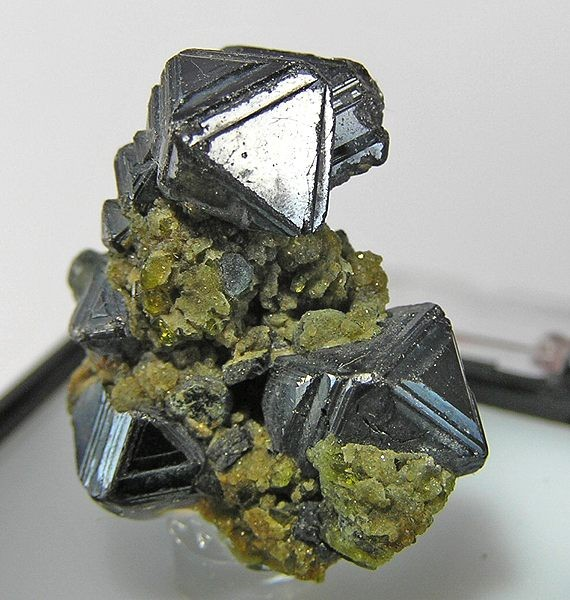
المغنتيت مع بلورات فائقة الحدة، مع ارتفاعات فوقية على وجوههم
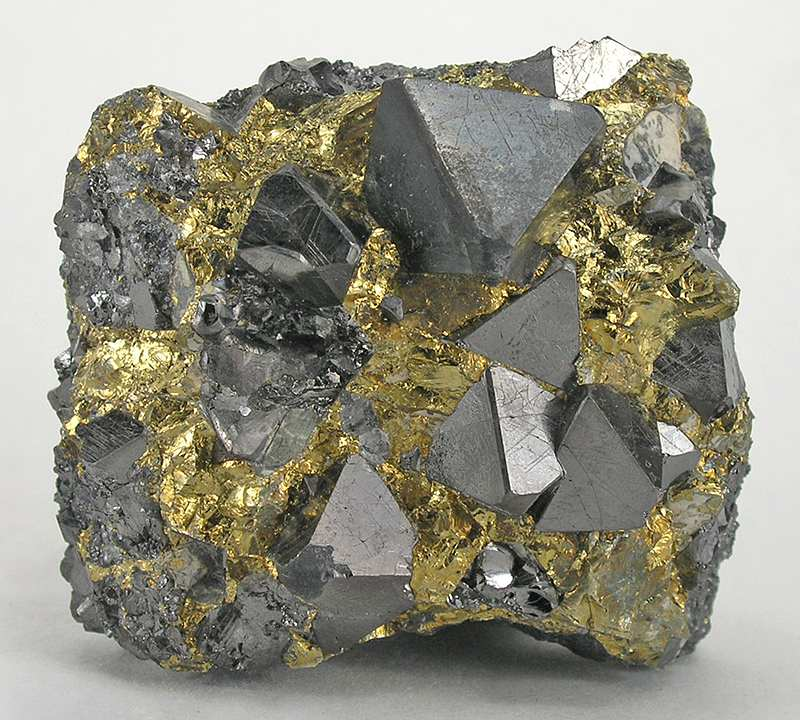
المغنيتيت بجودة جبال الألب في مصفوفة كالكوبايرايت المتناقضة
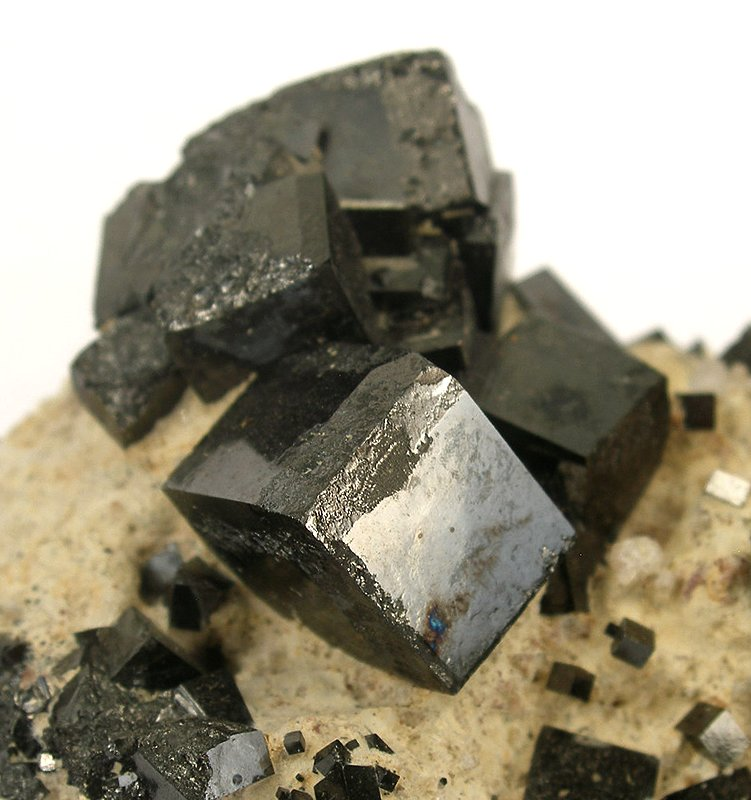
مغنتيت ذو عادة مكعبة نادرة من مقاطعة سانت لورانس، نيويورك.

## روابط خارجية
- صالات العرض المعدنية.
- المغناطيسية الحيوية.
- تعدين المغنيتيت في نيوزيلندا تم الوصول إليه في 25 مارس 09.